# 阿列克谢·斯科布利亚
阿列克谢·米卡拉耶维奇·斯科布利亚（羅馬化：Alyaksyey Mikalayevich Skoblya：1990年3月14日—2022年3月13日），化名「野牛」（Тур），是俄烏戰爭期間白俄羅斯志願軍卡斯圖斯·卡利諾夫斯基營的成員，2022年俄羅斯入侵烏克蘭期間在基輔保衛戰中陣亡，被追授「烏克蘭英雄」稱號。

## 生平
斯科布利亚出生在白俄羅斯明斯克，母親是幼兒園教師，父親是一名公車司機。他從小就對歷史感興趣。九年級畢業後，他進入了明斯克的一所汽車修理工學院。2011年，他參加了反對盧卡申科政權的抗議活動，被短暫逮捕並處以罰款。
2015年，斯科布利亞前往烏克蘭東部當志願軍，加入了白俄羅斯戰術小組，在頓巴斯戰爭中為烏克蘭而戰。戰鬥結束後仍留在軍中，曾擔任戰術、醫學方面的講師，並獲得烏克蘭公民身份。2021年至2022年期間，在烏克蘭特種作戰部隊中服役。
2022年俄羅斯入侵烏克蘭之後，斯科布利亞成為新成立的白俄羅斯志願者組織卡斯圖斯·卡利諾夫斯基營的副指揮官。2022年3月13日，該營在基輔郊區遭到俄羅斯軍隊的伏擊。斯科布利亞在掩護部隊撤退時傷重不治身亡。在他英勇戰死前一週，他曾以專業的醫術拯救了十名受傷的戰友。同日，烏克蘭總統弗拉基米尔·泽连斯基追授他「烏克蘭英雄」稱號。

## 語錄
俄羅斯是烏克蘭和白俄羅斯共同的敵人。我們需要幫助烏克蘭人對付這個共同的敵人。

如果在頓巴斯沒有勝利，那永遠是一個燃燒的大鍋，總有一天會爆炸。最重要的是，要取得這場胜利，俄羅斯要麼必須解體，要麼至少最終消除其帝國野心。